# Faur București
Faur București (cunoscută și după alte nume, inclusiv Metalul 23 August București) a fost un club polisportiv având și secție de fotbal din București, România care a evoluat la apogeul său în Liga a II-a. Echipa s-a desființat în 2003.

## Cronologia numelui
| Nume                      | Perioada  |
| ------------------------- | --------- |
| Metalul București         | 1935–1937 |
| Titanii București         | 1937–1941 |
| Rogifer București         | 1941–1945 |
| 23 August București       | 1945–1947 |
| Metalochimic București    | 1947–1949 |
| Metalul București         | 1949–1955 |
| Energia București         | 1955–1957 |
| Titanii București         | 1957–1958 |
| Metalul Titanii București | 1958–1960 |
| Metalul București         | 1960–1965 |
| Metalurgistul București   | 1965–1967 |
| Metalul București         | 1967–1991 |
| Faur București            | 1991–2005 |

## Istorie

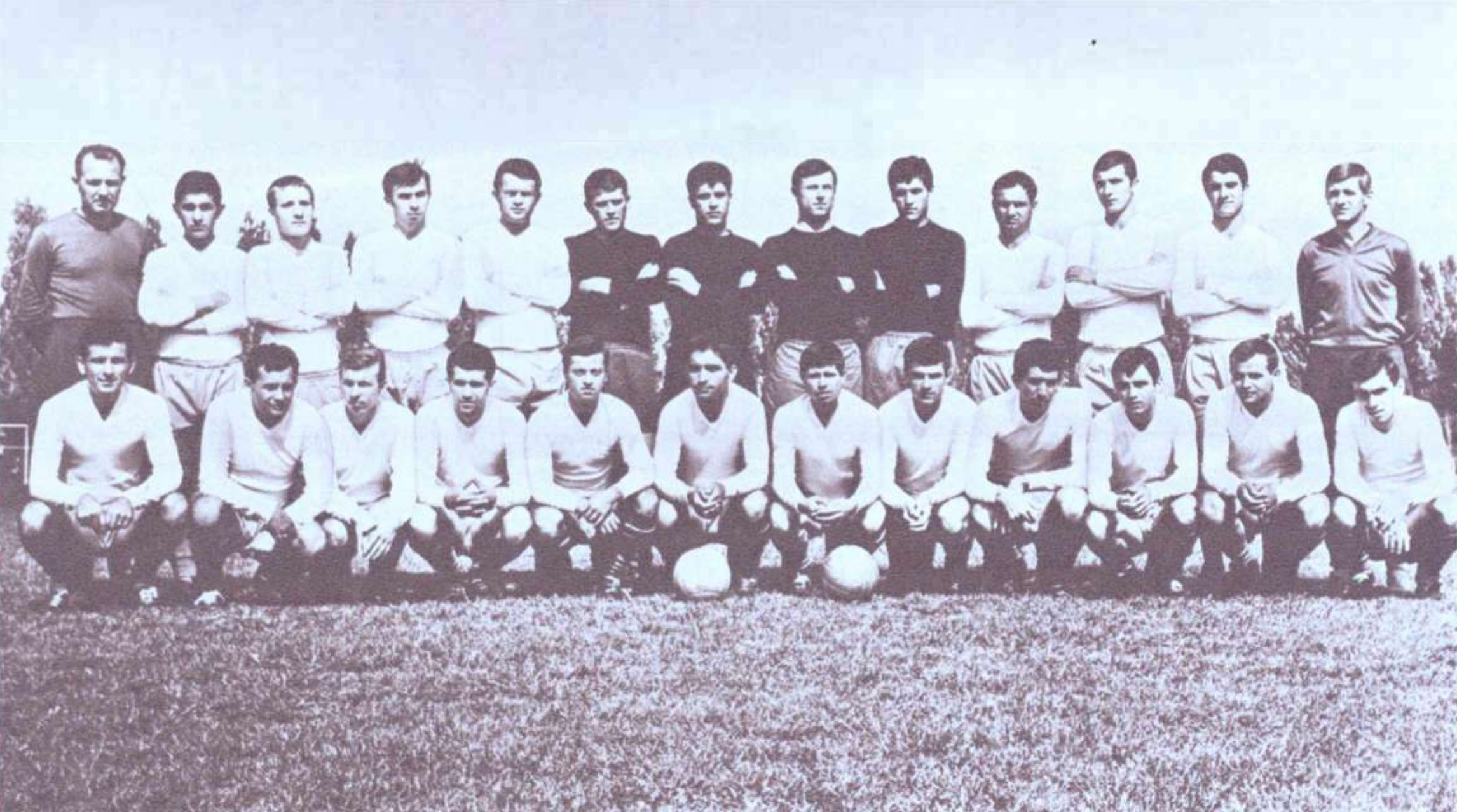
Echipa din sezonul 1966-1967

Clubul a fost fondat în 1935 sub numele de Metalul, de muncitorii de la uzinele Malaxa, și până la al Doilea Război Mondial a mai purtat și numele Titanii și Rogifer. Cea mai bun performanță a echipei a fost participarea în Liga a I-a 1948-1949 și atingerea semifinalelor Cupei României, pe atunci se numea Metalochimic București.
Echipa a jucat majoritatea sezoanelor în ligile inferioare. După naționalizarea uzinelor Malaxa, clubul a purtat succesiv denumirile de 23 August, Metalochimic, Energia și Metalul. Ca Titanii București, au câștigat liga a III-a în sezonul 1957-1958.
Ca Metalul București echipa de juniori a câștigat titlul național în 1970 și 1980.
După 1989, a fost botezat Faur, ca și întreprinderea.

## Palmares

### Competiții Naționale Seniori

#### Ligi:
Liga I:
- Locul 13 (1): 1948-1949

 Liga a II-a:
Campioni (1): 1947–48
Vicecampioni(4): 1950, 1958–59, 1972–73, 1978–79
 Liga a III-a:
Campioni (1): 1957-1958

#### Cupe:
Cupa României:
- Optimi (2): 1947-1948, 1948-1949

### Competiții Naționale Juniori
Campioni (1): 1970, 1980

## Jucători
| - Valentin Ursache - Bogdan Vintilă - Stefan Popa - Silviu Iorgulescu - Mircea Savu - Aristică Ghiță - Dumitru Mitu - Bebe Manole | - Dumitru Moraru - Geani Kiriță - Stefan Georgescu - Sandu Gabriel - Cornel Nica - Teodorov Ionut - Ion Mateescu - Vasile Nedelcu |

## Foști Jucători
| - Paul Ștefănescu - Radu Troi - Ion Ion - Eremia Șumulanschi - Gheorghiță Trandafilon - Anghelina - Călărașiu | - Giugiumică - Ilie Iordache - Iulian Filipescu - Apachite Narcis - Tănase Florin Marius - Gabor Daniel - George Bănică |

## Foști Antrenori
- Ștefan Georgescu (1977-1993)

## Sectia de baschet masculin

### Palmares
Liga Națională
 Campioană (2): 1950-51, 1951-52